# Sternsteinhof
Sternsteinhof (titre international : The Sternstein Manor est un film allemand réalisé par Hans W. Geißendörfer et sorti en 1976. Il a été nommé à plusieurs reprises aux Deutscher Filmpreis, et a été présenté au Festival international du film de Moscou 1977.

## Synopsis

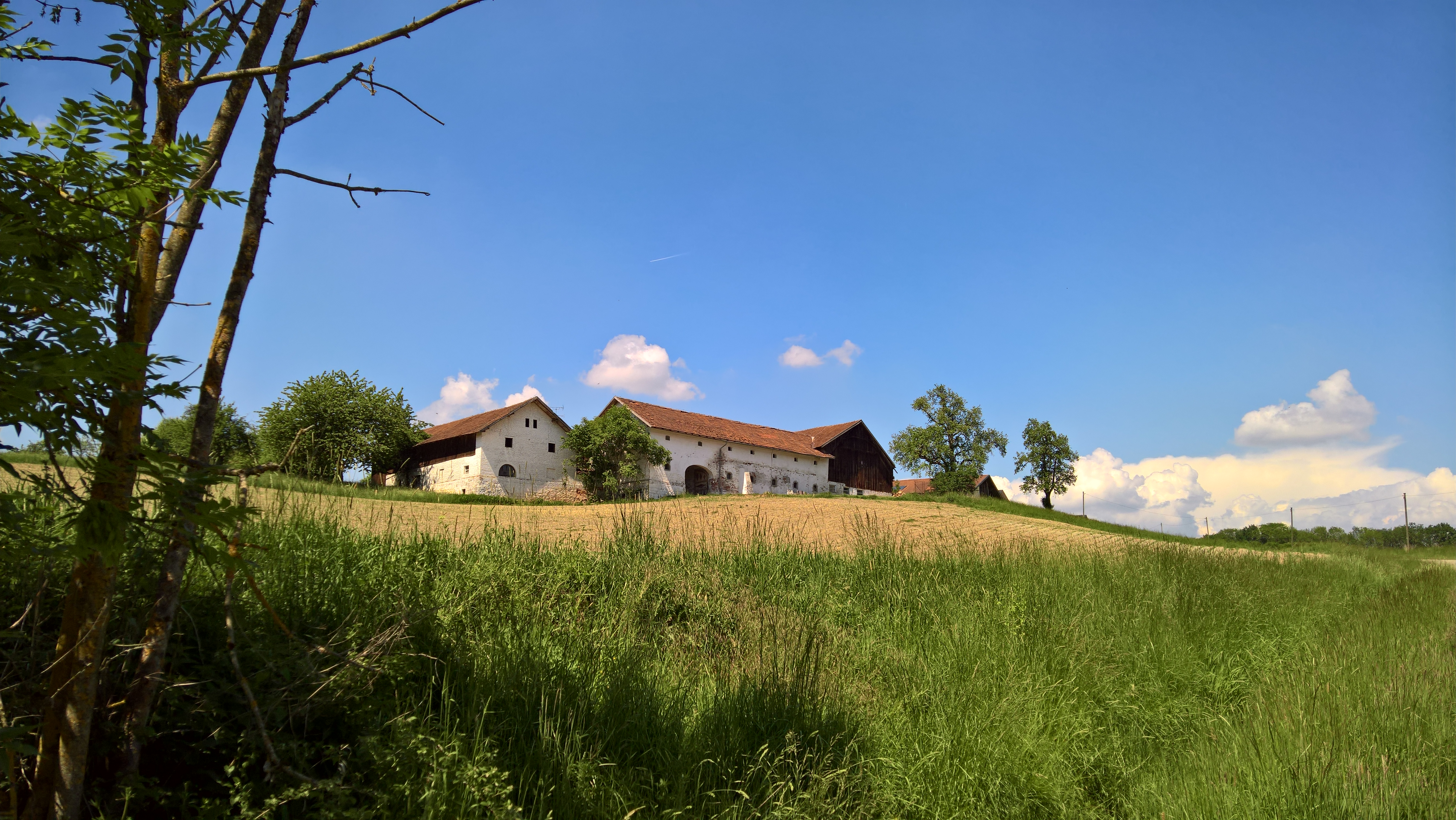
La ferme Sternsteinhof présentée dans le film.

La belle Leni, fille d'un ouvrier agricole, est devenue orpheline très jeune et vit dans la pauvreté avec sa mère. Elle est courtisée par le sculpteur Muckerl, qui lui aussi est pauvre. Sûre d'elle et dans le but d'échapper à sa misère, Leni tente d'attirer l'attention de Toni, le fils de l'agriculteur dont la propriété, le Sternsteinhof, se dresse sur une colline et surpasse toute la région en richesse. Un jour, Leni se jure qu'au lieu de continuer à vivre dans la misère, elle fera tout pour monter là-haut.

## Fiche technique
- Réalisation : Hans W. Geißendörfer
- Scénario : Herman Weigel, Hans W. Geissendörfer d'après le roman Der Sternsteinhof de Ludwig Anzengruber[1].
- Producteur : Luggi Waldleitner
- Production : Roxy Film GmbH & Co[2].
- Photographie : Frank Brühne
- Durée : 125 minutes
- Date de sortie : 16 mars 1976

## Distribution
- Katja Rupé : Leni Zinshofer
- Tilo Prückner : Nepomuk Kleebinder aka Muckerl
- Gustl Bayrhammer : Sternsteinhofbauer sen.
- Peter Kern : Toni Stadlhofer : Sternsteinhofbauer jr.
- Agnes Fink : Zinshoferin
- Elfriede Kuzmany : Kleebinderin
- Ulrike Luderer : Sepherl
- Irm Hermann : Sali
- Maria Stadler : Katel
- Horst Richter : Käsbiermartel
- Helmut Alimonta : Farm Hand
- Jürgen Schornagel : Priest
- Alfred Edel : Dr. Swoboda

## Distinctions
- 1976 : Ruban d'argent pour Hans W. Geissendörfer aux Deutscher Filmpreis
- Sont nommés: meilleure actrice pour Katja Rupé, meilleur acteur pour Peter Kern, meilleur second rôle féminin pour Elfriede Kuzmany[3].